# هفدهمین دوره کتاب سال جمهوری اسلامی ایران
مراسم هفدهمین دوره کتاب سال جمهوری اسلامی ایران در بهمن ۱۳۷۸ در تهران برگزار شد.

## آثار منتخب
| دانشنامه جهان اسلام                                                   | بنیاد دائرةالمعارف اسلامی زیر نظر غلامعلی حداد عادل |                                    |  | بنیاد دائرةالمعارف اسلامی                       | ۱۳۷۷      | برگزیده      | دائرةالمعارف‌ها           |
| ماجرای فکر فلسفی در جهان اسلام                                        | غلامحسین ابراهیمی دینانی                            |                                    |  | طرح نو                                          | ۱۳۷۷      | برگزیده      | فلسفه اسلامی             |
| تغییر رفتار و رفتار درمانی: نظریه‌ها و روش‌ها                           | علی اکبر سیف                                        |                                    |  | دوران                                           | ۱۳۷۷      | برگزیده      | روان‌شناسی                |
| موسوعه طبقات الفقها اللجنه العلمیه فی مؤسسه الامام الصادق علیه السلام | جعفر سبحانی                                         |                                    |  | مؤسسه الامام الصادق                             | ۱۴۱۸ق     | برگزیده      | فقه و اصول               |
| فرهنگ فارسی امروز                                                     | غلامحسین صدری افشار، نسرین حکمی، نسترن حکمی         |                                    |  | مؤسسه نشر کلمه                                  | ۱۳۷۷      | برگزیده      | زبان فارسی               |
| المدخل الی تعلم المکالمه العربیه                                      | محمد الحیدری، علی الحیدری                           |                                    |  | مکتب الاعلام الاسلامی                           | ۱۳۷۷      | برگزیده      | زبان عربی                |
| شیمی دارویی                                                           | آندرو جوس کورولکواس                                 | عباس شفیعی، بردیا فرزام فر         |  | دانشگاه تهران، مؤسسه انتشارات و چاپ             | ۱۳۷۷      | برگزیده      | علوم پزشکی               |
| ترویج و آموزش کشاورزی و منابع طبیعی                                   | ایرج ملک محمدی                                      |                                    |  | مرکز نشر دانشگاهی                               | ۱۳۷۷      | برگزیده      | کشاورزی                  |
| گنجنامه                                                               | کامبیز حاج قاسمی (ویراستار)                         |                                    |  | سازمان میراث فرهنگی کشور                        | ۱۳۷۷      | برگزیده      | معماری                   |
| بصیرت سایه‌ها و تأملاتی در مسئله هنر                                   | رضا صفریان                                          |                                    |  | توسعه                                           | ۱۳۷۷–۱۳۷۵ | برگزیده      | شعر معاصر                |
| افسانه بلیناس جادوگر                                                  | محمدرضا یوسفی                                       |                                    |  | پیدایش                                          | ۱۳۷۷      | برگزیده      | ادبیات کودکان و نوجوانان |
| از کجا می‌آیی گل سرخ                                                   | مهدی میرکیایی                                       |                                    |  | قو                                              | ۱۳۷۷      | برگزیده      | ادبیات کودکان و نوجوانان |
| کتاب‌شناسی توصیفی دکتر علی شریعتی                                      | محمد اسفندیاری                                      |                                    |  | خرم                                             | ۱۳۷۷      | شایسته تقدیر | کتاب‌شناسی و فهرست        |
| فلسفه علم                                                             | نیکلاس کاپالدی                                      | علی حقی                            |  | سروش                                            | ۱۳۷۷      | شایسته تقدیر | فلسفه غرب                |
| نقد قوه حکم                                                           | ایمانوئل کانت                                       | عبدالکریم رشیدیان                  |  | نی                                              | ۱۳۷۷      | شایسته تقدیر | فلسفه غرب                |
| مختلف الشیعه فی احکام الشریعه                                         | علامه حلی                                           |                                    |  | مرکز الابحاث و الدراسات الاسلامیه               | ۱۴۱۹ق     | شایسته تقدیر | فقه و اصول               |
| دروس تمهیدیه فی الفقه الاستدلالی                                      | باقر ایروانی                                        |                                    |  | فقه                                             |           | شایسته تقدیر | فقه و اصول               |
| مدارک العروه                                                          | علی پناه اشتهاردی                                   |                                    |  | اسوه                                            |           | شایسته تقدیر | فقه و اصول               |
| تحلیل و تفسیر مجموعه اسناد روستایی و عشایری ایران                     | جواد صفی‌نژاد                                        |                                    |  | آتیه                                            | ۱۳۷۷      | شایسته تقدیر | مردم‌شناسی                |
| پیش به سوی شرق                                                        | اولریخ گرکه                                         | پرویز صدری                         |  | سیامک                                           | ۱۳۷۷      | شایسته تقدیر | علوم سیاسی               |
| تئوری اقتصاد خرد                                                      | پی.آر. لیارد، ا.ا. والترز                           | عباس شاکری                         |  | نی                                              | ۱۳۷۷      | شایسته تقدیر | اقتصاد                   |
| اندیشه‌های اقتصادی میلتون فرید من                                      | ایمون باتلر                                         | فریدون تفضلی                       |  | نی                                              | ۱۳۷۷      | شایسته تقدیر | اقتصاد                   |
| فلسفه حقوق، جلد دوم و سوم                                             | ناصر کاتوزیان                                       |                                    |  | شرکت سهامی انتشار                               | ۱۳۷۷      | شایسته تقدیر | حقوق                     |
| حسابداری پیشرفته، جلد اول، صورت‌های مالی تلفیقی                        | رضا شباهنگ                                          | رضا شباهنگ                         |  | سازمان حسابرسی                                  | ۱۳۷۷      | شایسته تقدیر | حسابداری                 |
| فرهنگ امثال و حکم انگلیسی، فارسی                                      | اسدالله (امیر) نوروزی                               |                                    |  | حق‌شناس                                          | ۱۳۷۷      | شایسته تقدیر | زبان‌های دیگر             |
| آشنایی با مکانیک آماری جدید                                           | دیوید چندلر                                         | نادر رابط                          |  | مرکز نشر دانشگاهی                               | ۱۳۷۷      | شایسته تقدیر | فیزیک                    |
| جنین‌شناسی                                                             | مریم شمس لاهیجی                                     |                                    |  | دانشگاه شهید بهشتی                              | ۱۳۷۷      | شایسته تقدیر | زیست‌شناسی                |
| زیست‌شناسی سلولی و مولکولی                                             | احمد مجد، سید محمدعلی شریعت زاده                    |                                    |  | دانشگاه اراک                                    | ۱۳۷۷      | شایسته تقدیر | زیست‌شناسی                |
| جراحی قاعده جمجمه (با دیدگاه همکاری بین تخصص‌ها)                       | مجید سمیعی و لفگانگ دراف                            | محمد قدسی، علیرضا کریمی یزدی       |  | حیان                                            | ۱۳۷۷      | شایسته تقدیر | پزشکی                    |
| بیماری‌های شایع گوارشی در کودکان                                       | محمد هادی ایمانیه، محمود حقیقت                      |                                    |  | کوشا مهر، نوژن                                  | ۱۳۷۷      | شایسته تقدیر | پزشکی                    |
| عملیات حرارتی و مهندسی سطح                                            | محمدعلی گلعذار                                      |                                    |  | ارکان                                           | ۱۳۷۷      | شایسته تقدیر | مواد و معدن              |
| الکترونیک قدرت                                                        | کجلد توربورگ                                        | عباس شولایی و احمد شاطر باقر کاشی  |  | دانشگاه علم و صنعت                              | ۱۳۷۷      | شایسته تقدیر | برق                      |
| فیلترهای فعال و غیرفعال                                               | وای کای چن                                          | محمد مولوی                         |  | مرکز دانشگاهی                                   | ۱۳۷۷      | شایسته تقدیر | برق                      |
| طراحی اجزاء ماشین                                                     | مهدی اخلاقی                                         |                                    |  | مؤلف                                            | ۱۳۷۷      | شایسته تقدیر | مکانیک                   |
| قراردادهای ساختمانی                                                   | جیمی هینزی                                          | محمدتقی بانکی                      |  | اطلاعات                                         | ۱۳۷۷      | شایسته تقدیر | مهندسی عمران             |
| تکنولوژی فراورش غذا (اصول و کاربرد)                                   | پی.جی. فیلاورز                                      | مرتضی سهرابی                       |  | مرکز نشر دانشگاهی                               | ۱۳۷۷      | شایسته تقدیر | مهندسی شیمی              |
| نگهداری و تعمیرات(نت) بهره‌ور فراگیر(TPM)                              | مؤسسه نگهداری و تعمیرات ژاپن                        | علی حاج شیرمحمدی                   |  | سازمان مدیریت صنعتی                             | ۱۳۷۷      | شایسته تقدیر | صنایع                    |
| مرتع و مرتع داری                                                      | محمدرضا مقدم                                        |                                    |  | دانشگاه تهران، مؤسسه انتشارات و چاپ             | ۱۳۷۷      | شایسته تقدیر | کشاورزی و دامپروری       |
| طبس، شهری که بود: بناهای تاریخی طبس                                   | یعقوب دانش دوست                                     |                                    |  | سازمان میراث فرهنگی؛ سروش                       | ۱۳۷۷      | شایسته تقدیر | معماری                   |
| رشد و تکامل حرکتی در طول عمر                                          | کاتلین ام. هی وود                                   | مهدی نمازی زاده، محمدعلی اصلانخانی |  | سازمان مطالعه و تدوین کتب علوم انسانی دانشگاه‌ها | ۱۳۷۷      | شایسته تقدیر | ورزش                     |
| صد سال داستان‌نویسی                                                    | حسن میر عابدینی                                     |                                    |  | چشمه                                            | ۱۳۷۷      | شایسته تقدیر | تاریخ و نقد ادبی         |
| شعله طور، دربارهٔ زندگی و اندیشه حلاج                                  | عبدالحسین زرین کوب                                  |                                    |  | سخن                                             | ۱۳۷۷      | شایسته تقدیر | تاریخ و نقد ادبی         |
| استعاره                                                               | ترفس هاوکس                                          | فرزانه طاهری                       |  | مرکز                                            | ۱۳۷۷      | شایسته تقدیر | تاریخ و نقد ادبی         |
| یک روز مانده به عید پاک                                               | زویا پیرزاد                                         |                                    |  | مرکز                                            | ۱۳۷۷      | شایسته تقدیر | نتر معاصر                |
| گزینه اشعار                                                           | قیصر امین پور                                       |                                    |  | مروارید                                         | ۱۳۷۷      | شایسته تقدیر | شعر معاصر                |
| هفت بند مویه                                                          | مصطفی علی پور                                       |                                    |  | مزامیر                                          | ۱۳۷۷      | شایسته تقدیر | شعر معاصر                |
| بیلیارد در ساعت نه و نیم                                              | هانریس بل                                           | کیکاووس جهانداری                   |  | سروش                                            | ۱۳۷۷      | شایسته تقدیر | ادبیات و زبان‌های دیگر    |
| هرچه هستی بهترینی                                                     | ناصر کشاورزی                                        |                                    |  | سروش                                            | ۱۳۷۷      | شایسته تقدیر | ادبیات کودکان و نوجوانان |
| زنبور و سیب قرمز                                                      | افسانه شعبان نژاد                                   |                                    |  | کانون پرورش فکری کودکان و نوجوانان              | ۱۳۷۷      | شایسته تقدیر | ادبیات کودکان و نوجوانان |
| دهکده ساحلی                                                           | پانولافاکس                                          | شهلا طهماسبی                       |  | کتاب مریم (وابسته به نشر مرکز)                  | ۱۳۷۷      | شایسته تقدیر | ادبیات کودکان و نوجوانان |
| پرواز                                                                 | کیم تایلور                                          | محمدعلی شمیم                       |  | محراب قلم                                       | ۱۳۷۷      | شایسته تقدیر | ادبیات کودکان و نوجوانان |
| ماجرای سفر شگفت‌انگیز ساندویچ خیار                                     | پیت روآن                                            | محمود سالک                         |  | کلام                                            | ۱۳۷۷      | شایسته تقدیر | ادبیات کودکان و نوجوانان |
| شاه طهماسب اول                                                        | منوچهر پارسا دوست                                   |                                    |  | شرکت سهامی انتشار                               | ۱۳۷۷      | شایسته تقدیر | تاریخ ایران              |